# نورمن کری
نورمن کری (انگلیسی: Norman Kerry؛ ۱۶ ژوئن ۱۸۹۴ – ۱۲ ژانویهٔ ۱۹۵۶) یک هنرپیشه اهل ایالات متحده آمریکا بود. وی بین سال‌های ۱۹۱۶ تا ۱۹۴۱ میلادی فعالیت می‌کرد.
از فیلم‌های او می‌توان به شبح اپرا اشاره نمود.